# 郑州市中原区建设路第四小学
郑州市中原区建设路第四小学，是中国河南省郑州市的一所小学，位于河南省郑州市中原区郑棉四厂中街。

## 沿革
郑州市中原区建设路第四小学位于建设路北、工人路以西，郑州国棉四厂生活区内。学校始建于1958年，原名郑州国棉四厂子弟小学。1999年12月26日，河南嵩岳集团郑州四棉有限公司子弟小学移交政府管理，更名为郑州市中原区建设路第四小学。2003年7月，学校与郑州市中原区建设路第三小学合并。